# دوري هونغ كونغ لكرة القدم 1960–61
دوري هونغ كونغ لكرة القدم 1960–61 هو الموسم 16 من دوري هونغ كونغ لكرة القدم ‏. كان عدد الأندية المشاركة فيه 13، وفاز فيه نادي جنوب الصين.